# Kanton Amöneburg
Der Kanton Amöneburg war eine Verwaltungseinheit im Distrikt Marburg des Departement der Werra im napoleonischen Königreich Westphalen. Sitz der Kantonalverwaltung und des Friedensgerichts für den Kanton war die kleine Stadt Amöneburg im heutigen Landkreis Marburg-Biedenkopf.
Der Kanton umfasste 14 Dörfer und eine Stadt, hatte 5.726 Einwohner und eine Fläche von 2,13 Quadratmeilen.
Zum Kanton gehörten die Ortschaften:

- Stadt Amöneburg mit dem Badenhäuser Hof,
- Bauerbach,
- Beltershausen mit dem Cappeler Hof,
- Erfurtshausen,
- Ginseldorf,
- Großseelheim,
- Kleinseelheim,
- Mardorf,
- Moischt mit Hahnerheide und Hohenhauss,
- Rauischholzhausen,
- Roßdorf,
- Schönbach,
- Schröck,
- Wittelsberg.